# Le Noise
Albums de Neil Young
Fork in the Road
(2009) A Treasure
(2011)
Le Noise est le trentième album studio de Neil Young. Il est paru le 28 septembre 2010 sur le label Reprise Records et a été produit par Daniel Lanois. Le titre Le Noise fait doublement référence au genre musical Noise rock et à est un jeu de mots avec Lanois. 

## Historique

### Contexte
Début 2010, Neil Young appelle Daniel Lanois pour lui demander de l'aider à enregistrer un album entièrement acoustique. Lanois et l'ingénieur du son Mark Howard venaient de finir l'enregistrement de l'album Black Dub dans la maison de Lanois à Silver Lake, un quartier de Los Angeles et des vidéos furent mises en ligne sur internet. Neil Young vit ces vidéos et en fut impressionné ainsi que par la qualité visuelle de la maison, l'enregistrement de l'album se ferait donc ici. Lanois et Howard testèrent alors l'acoustique de chaque pièce pour obtenir la meilleure combination pour une guitare acoustique et un microphone et lorsque Neil Young arriva, tout était prêt.

### Enregistrement
L'enregistrement se déroula sur onze jours étalés en quatre mois, Neil Young n'enregistrant que les trois jours précédents la pleine lune, parce qu'il estimait être au sommet de sa créativité pendant cette période. Trois différents endroits de la maison furent utilisés pour l'enregistrement. C'est la chanson Hitchhiker qui datait de 1974 et que Neil finit d'écrire lors de l'enregistrement qui changea la donne, transforma un album qui se voulait acoustique en un album majoritairement électrique. Les titres, deux enregistrés avec une guitare acoustique, Love and War et Peaceful Valley Boulevard, et les six autres avec une guitare électrique sont complétés avec de l'écho et de subtils effets spéciaux. Les chansons mêlent des récits personnels de Young et son indignation sur l'état de la planète.
Neil Young enregistra les parties de guitare électrique avec une guitare Gretsch White Falcon branchée sur deux amplificateurs Fender Deluxe, sauf pour la chanson Hitchhiker qu'il enregistra avec sa Old Black noire. Les deux titres acoustiques furent enregistrés avec la guitare de Daniel Lanois, une Guild.

### Réception
Cet album se classa directement à la 2e place des charts canadiens et sera certifié disque d'or au Canada. Il atteindra la 14e place du Billboard 200 aux États-Unis et la 18e des charts britanniques. En France, il resta classé pendant 12 semaines atteignant la 23e comme meilleure place.
La chanson Angry World remporta le Grammy Award de la meilleure chanson rock en 2011.

## Liste des titres
Toutes les chansons sont écrites et composées par Neil Young.
| No | Titre                      | Durée |
| -- | -------------------------- | ----- |
| 1. | Walk with Me               | 5:05  |
| 2. | Sign of Love               | 3:58  |
| 3. | Someone's Gonna Rescue You | 3:29  |
| 4. | Love and War               | 5:37  |
| 5. | Angry World                | 4:11  |
| 6. | Hitchiker                  | 5:32  |
| 7. | Peaceful Valley Boulevard  | 7:10  |
| 8. | Rumblin'                   | 3:39  |

## Musicien
- Neil Young - guitares acoustique et électrique, chant

## Classements et certification
Charts
| Pays                                 | Durée du classement | Meilleur classement | Date            |
| ------------------------------------ | ------------------- | ------------------- | --------------- |
| Allemagne (GfK Entertainment)        | 7 semaines          | 22e                 | 8 octobre 2010  |
| Australie (ARIA Charts)              | 2 semaines          | 41e                 | 24 octobre 2024 |
| Autriche (Ö3 Austria Top 40)         | 5 semaines          | 19e                 | 8 octobre 2010  |
| Belgique (V) (Ultratop)              | 9 semaines          | 13e                 | 9 octobre 2010  |
| Belgique (W) (Ultratop)              | 5 semaines          | 24e                 | 9 octobre 2010  |
| Canada (Canadian Album Chart)        | 4 semaines          | 2e                  | 16 octobre 2010 |
| Danemark (Tracklisten)               | 4 semaines          | 6e                  | 8 octobre 2010  |
| Écosse (Scottish Album Chart)        | 3 semaines          | 10e                 | 3 octobre 2010  |
| Espagne (Promusicae )                | 5 semaines          | 21e                 | 3 octobre 2010  |
| États-Unis (Billboard 200)           | 7 semaines          | 14e                 | 16 octobre 2010 |
| Finlande (Suomen virallinen lista)   | 1 semaine           | 30e                 | 4 octobre 2010  |
| France (SNEP)                        | 12 semaines         | 23e                 | 2 octobre 2010  |
| Italie (FIMI)                        | 5 semaines          | 26e                 | 7 octobre 2010  |
| Norvège (VG-lista)                   | 12 semaines         | 3e                  | 4 octobre 2010  |
| Nouvelle-Zélande (RMNZ Albums Top40) | 4 semaines          | 30e                 | 18 octobre 2010 |
| Pays-Bas (MegaCharts)                | 8 semaines          | 18e                 | 16 octobre 2010 |
| Royaume-Uni (UK Albums Chart)        | 3 semaines          | 18e                 | 3 octobre 2010  |
| Suède (Sverigetopplistan)            | 7 semaines          | 2e                  | 8 octobre 2010  |
| Suisse (Schweizer Hitparade)         | 4 semaines          | 29e                 | 10 octobre 2010 |

Certification
| Pays        | Certification | Ventes   | Date             |
| ----------- | ------------- | -------- | ---------------- |
| Canada (MC) | Or            | 50 000 + | 30 novembre 2010 |